# Byte-code
Byte-Code, også kendt som p-code (portable code), er et instruktionssæt, til en fortolker (engelsk: interpreter).
Det er i modsætning til menneske-læsbar kildekode, kompakte talkoder, konstanter, og referencer (normalt numeriske adresser), der encoder resultatet af parsing og semantisk analyse, af ting som type, scope og nesting depths af program objekter. Oversættelsen tillader derfor langt bedre ydelse end direkte fortolkning af kildekode.
| Software | Spire Denne artikel om software og programmering er en spire som bør udbygges. Du er velkommen til at hjælpe Wikipedia ved at udvide den. |